# 对话基金会
中美对话基金会是一个总部设于美国旧金山的非政府组织，创办人是康原，基金会主要关注被中华人民共和国政府关押的良心囚犯的权益以及争取释放问题。